# Марія Люксембурзька (графиня Вандомська)
Марія Люксембурзька (фр. Marie de Luxembourg); близько 1472 — 1 квітня 1547) — французька аристократка XV—XVI століття з династії Люксембургів, графиня Сен-Поля, Марля, Суассона, сеньйора Конде, донька графа П'єра II де Люксембурга та савойської принцеси Маргарити, дружина графа Ромону Жака Савойського, згодом — графа Вандомського Франсуа де Бурбона.

## Біографія
Марія народилась близько 1472 року. Вона була старшою із двох доньок П'єра II де Люксембурга та його дружини Маргарити Савойської, що не померли дітьми. Мала меншу сестру Франсуазу. Троє братів померли молодими.
1477-го батько домігся повернення сімейних володінь Люксембургів, що перед цим були конфісковані французькою короною, — Сен-Поля, Брієнна та Руссі. А за рік до цього вступив у володіння феодами Марля та Суассона. Його не стало восени 1482. Матір пережила чоловіка на п'ять місяців. Так, у віці близько десяти років, Марія стала спадкоємицею всіх батьківських земель. Відразу вона стала відомою як багата наречена. Втім, юна графиня призначалася в дружини рідному дядькові, Якову Савойському.
Їхнє весілля відбулося у 1484. Нареченому виповнилось 34 роки. У своїх володіннях він мав графство Ромон. У подружжя народилася єдина донька
Яків помер у січні 1486 року. Невдовзі для Марії був вибраний новий кандидат на роль чоловіка. Ним став Франциск Бурбон, граф Вандомський, вірний прихильник короля Карла VIII.

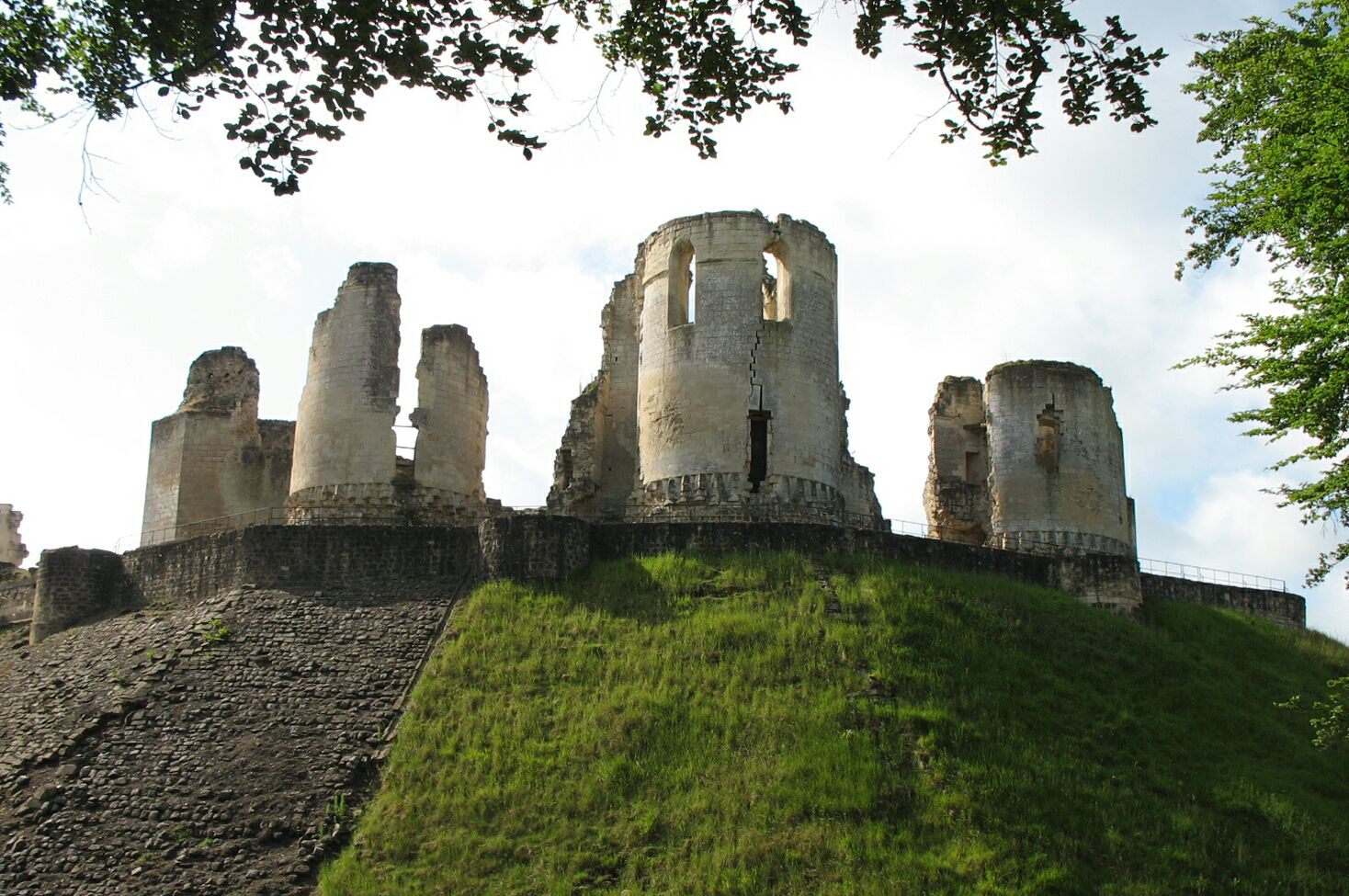
Залишки шато де Фер-ан-Тарденуа, де вдруге виходила заміж Марія

Весілля відбулося у шато де Фер-ан-Тарденуа 8 вересня 1487 року. Люксембургам з цього приводу повернули всі землі, що залишалися конфіскованими. До посагу Марії входили також сеньйорії Конде та Енгієну. За правом чоловіка, до Франсуа переходили також землі, що належали дружині. Таким чином, Бурбонам вдалося значно розширити свої територіальні володіння.
Франсуа супроводжував короля Карла VIII в італійському поході. Захворівши на шигельоз (тоді називали дизентерією), він помер 30 жовтня 1595 року у Верчеллі. Марія знову стала повновладною правителькою родинних земель. Як данину вона передала королю Карлу VIII сеньйорію Епернон 21 квітня 1497. Її старший син та спадкоємець Шарль став на службу вже королю Людовику XII.
До його повноліття Марія, виступаючи регенткою, жила переважно у Вандомі. Вона розширила колегію Святого Георгія, перебудувала церкву Святого Мартіна Турського, перевтілила одну з будівель на ратушу. Вандом за її управління значно прикрасився. У зовнішній політиці вона підтримувала добросусідські відносини і з французьким двором, і з Брюсселем. У замку Ла-Фер її часто навідував король Франциск I.
Графиню описували як активну, культурну, освічену та скромну жінку. У неї на службі перебували близько 150 чоловік, її ресурси були величезними, однак, використовувала вона їх з розумом. Марія періодично здійснювала тривалі поїздки, які давали змогу ознайомитися із становищем справ у феодах. Також це давало їй змогу відчувати себе більш вільною у своїх вчинках та рішеннях, а також допомагати тим, хто цього потребував. Вона заснувала монастир Ла Фера, звела церкви у Травсі, Лі-Фонтені, Вандеї, турбувалася про лікарні. У пам'яті Ла-Феру вона зосталася як «добра леді незаможних». У 1520, після смерті Жанни Орлеанської, король надав Марії право користування протягом життя герцогством Валуа.
Графиня, разом із Луїзою Савойською та Маргаритою Австрійською, підготували так званий Дамський мир, що був підписаний 5 серпня 1529 року в резиденції Марії в Камбре, на території Сен-Поля, і поклав край війні Коньякської ліги між Франциском I та імператором Карлом V.
Марія померла в шато де Фер-ан-Тарденуа 1 квітня 1547 року. Похована поруч із Франсуа де Бурбоном у Вандомі.
За шість років з'явиться її правнук, що стане відомим як Генріх Наваррський, король Франції.

## Родина
Чоловік —  Жак Савойський (1350—1386)
Діти:
- Франсуаза-Луїза (1385—1411)

Чоловік —  Франсуа де Бурбон (1370—1395)
Діти:
- Карл (1489—1537)
- Яків (1490—1491)
- Франциск (1491—1545)
- Людовик (1493—1557)
- Антуанетта (1494—1583)
- Луїза (1495—1575)